# Drumline - Tieni il tempo della sfida
Drumline - Tieni il tempo della sfida (Drumline) è un film commedia del 2002 diretto da Charles Stone III. Il film è uscito negli USA il 13 dicembre 2002 ed in Italia il 9 marzo 2005 in home video. La sceneggiatura, ispirata alla vita di Dallas Austin (uno dei produttori del film), è stata scritta da Tina Gordon Chism e Shawn Schepps.

## Trama
Il protagonista della storia è Devon Miles, un teenager appena diplomatosi a New York, con un grande talento per le percussioni. Finito il liceo, Il dottor Lee (direttore d'orchestra) invita Devon a frequentare le lezioni dell'A&T University di Atlanta, famoso per la sua banda; la A&T Band si distingue dalle rivali per la rigida selezione, che richiede talento e capacità di lettura degli spartiti, per il suo repertorio molto tradizionale che esclude i brani più commerciali, e per la dedizione al lavoro di squadra.
La banda viene preparata prima della stagione con un allenamento molto duro, alla fine della pre-stagione i musicisti vengono sottoposti ad un'audizione, Devon è l'unica matricola a riuscire ad entrare subito nella banda, suonando l'intero brano senza guardare lo spartito. Nel frattempo comincia anche ad intrattenere rapporti con Laila, una ballerina dell'accademia. La vita universitaria comincia piuttosto bene per Devon, ma la situazione comincia a rovinarsi quando Sean, il capo percussionista del gruppo di Devon, comincia a spazientirsi per l'atteggiamento arrogante del ragazzo.
La situazione peggiora durante il primo spettacolo, quando Sean sfida Devon a sostituirlo nel suo assolo finale; il protagonista al momento dell'assolo, intimorito dal pubblico non riesce a cominciare, ma non appena Sean, trionfante riprende in mano il pezzo, anche devon comincia a suonare, esaltando l'intero stadio. Il dr. Lee, nonostante i plausi del rettore, che da tempo gli chiedeva di modernizzare il suo repertorio per stimolare i finanziamenti, punisce i due ragazzi. Lee inoltre non concede alla matricola l'assolo, per la sua mancanza di rispetto.
Infine degenera completamente quando, dopo un'ennesima sbruffoneria di Devon nei confronti di Sean, quest'ultimo smaschera il ragazzo dimostrando che non sa leggere la musica. Devon viene escluso dalla banda, viene, però, subito riammesso nella banda grazie alle pressioni e alle minacce del preside. Purtroppo anche in questa occasione Devon rovina tutto quando la squadra avversaria suona i tamburi della prima linea della banda di Devon, un grande gesto di sfida, e Devon incomincia una rissa. Il gesto costa al ragazzo l'espulsione dalla scuola, la perdita della stima dei compagni e della ragazza, che si vergogna di presentare Devon ai genitori.
Questo ultima serie di eventi spinge Devon a presentarsi alla rivale storica della A&T, il Morris Brown College, università che aveva già da tempo corteggiato il ragazzo. Ma durante il colloquio per l'ammissione dell'anno seguente, quando ormai tutto sembrava concordato, i direttore chiede al ragazzo di svelargli i progetti del Dr. Lee per il "BET Big Southern Classic", la più importante competizione fra bande universitarie. Offeso dalla proposta Devon si rende conto dell'importanza dei valori che la A&T trasmette, e che lui è oramai legato alla squadra dell'A&T. Così declina l'offerta dei rivali per tornare indietro.
Qui Sean, riesce a vedere finalmente la vera personalità di Devon, e i due cominciano a lavorare insieme: Sean insegna a Devon a leggere le note, ed insieme creano un nuovo brano da presentare alla Classic, una cadenza che unisce la tradizione tanto difesa dal Dr. Lee e una modernizzazione richiesta dal rettore e dalle masse. Il progetto piace al direttore che concede a Devon di assistere Sean negli allenamenti; nel frattempo riesce anche a restaurare i rapporti con Laila.
Arrivato il grande giorno, si esibiscono le varie bande, fra cui la Brown, che spettacolarizza all'eccesso la sua esibizione, con fumogeni, laser e l'aiuto del rapper Petey Pablo. I giudici non riescono a decidere quale debba essere il vincitore fra la A&T e La Morris, così richiede una sfida fra le linee di percussione; a questo punto il Dr. Lee concede a Devon di suonare nella sfida. Dopo un'accesa battaglia a colpi di bacchette, i Giudici decretano la vittoria della A&T.

## Colonna sonora
1. A&T Drumline "The Senate" – D&K Cadence – 0:28
2. Q "The Kid" – Been Away (feat. Jermaine Dupri) – 3:50
3. Joe – I Want a Girl Like You (feat. Jadakiss) – 3:59
4. JC Chasez – Blowin' Me Up (with Her Love) – 4:50
5. Petey Pablo – Club Banger – 3:49
6. Syleena Johnson – Faithful to You – 3:30
7. Alicia Keys – Butterflyz – 4:12
8. Monica – Uh Oh – 3:39
9. Raheem DeVaughn – My Own Thing – 3:58
10. Nivea – What You Waitin' For – 3:35
11. Nappy Roots – Peanuts – 4:35
12. Nick Cannon – I'm Scared of You – 4:00
13. Too Short & Bun B – Shout It Out – 4:47
14. Trick Daddy – Let's Go (feat. Duece Poppi and Tre + 6 & Unda Presha) – 4:11
15. Bethune Cookman College Marching Band – Marching Band Medley (Let's Go/Uh Oh/Bouncin' Back/I Told Y' All/In The Stone/I Want You Back/Shout It Out March) – 4:04
16. Morris Brown College Drumline – The Classic Drum Battle (Destruction/No Draws/X-Factor/Hot Sauce) – 4:04
17. Jackson 5 Marching Band – I Want You Back – 2:58

## Critica
Il film ha ricevuto critiche generalmente positive, in particolare grazie alla capacità musicali delle bande, e alla performance di Nick Cannon. Il successo viene ripetuto ai botteghini, dove guadagna 56 milioni di dollari negli Stati Uniti d'America e quasi 1,2 milioni all'estero.

## Sequel
Nel 2014 uscì un seguito dal titolo Drumline: A New Beat. In Italia è uscito col titolo Drumline - Il ritmo è tutto.